# جوك والاس جونيور
جوك والاس جونيور (بالإنجليزية: Jock Wallace)‏ هو لاعب كرة قدم ومدرب كرة قدم بريطاني في مركز حراسة المرمى، ولد في 6 سبتمبر 1935 في Wallyford ‏ في المملكة المتحدة، وتوفي بنفس المكان في 24 يوليو 1996 بسبب تصلب جانبي ضموري. لعب مع أشتون يونايتد وبيرويك راينجرز ونادي أردريونيانز ونادي بلاكبول ونادي هيرفورد ونادي ووركينغتون ووست بروميتش ألبيون.